# Terre des Oies
Pour les articles homonymes, voir Oie (homonymie).
La Terre des Oies ou Goussinaïa Zemlia (en russe : Гусиная Земля), est une péninsule du nord-ouest de l'île Ioujny (ou île du Sud) en Nouvelle-Zemble.

## Géographie
Elle fait partie de l'oblast d'Arkhangelsk et est la plus vaste péninsule de la Nouvelle-Zemble. Elle se situe en mer de Barents.
Sur la péninsule se trouvent le lac des Oies (ru) et la ville de Belouchia Gouba. La baie de Belouchia est située au sud de la péninsule et la baie de Likte au nord.

## Histoire
En juillet 1914, Charles Bénard entreprend un nouveau voyage à Arkhangelsk. Seul et à pied, il traverse toute la Terre de Lütke et, en septembre, avec un guide samoyède, parcourt à traineau la Terre des Oies.